# اس‌تی‌اس-۹۶
اس‌تی‌اس-۹۶ (انگلیسی: STS-96) یکی از ماموریت‌های برنامه شاتل‌های فضایی بود که در تاریخ ۲۷ می ۱۹۹۹ از پایگاه فضایی کندی به مقصد ایستگاه فضایی بین‌المللی پرتاب شد. این مأموریت توسط شاتل دیسکاوری انجام گرفت و نخستین مأموریتی بود که در آن شاتل و ایستگاه فضایی به یکدیگر متصل شدند.